# Відвар
Відва́р, декокт (лат. decoctum) — рідка лікарська форма, що являє собою водну витяжку з лікарської рослинної сировини, який отримується нагріванням на водяній бані; відрізняється від настою режимом екстракції (тривалішою термічною дією та менш тривалим охолодженням). Виготовляється з грубих частин рослини (кора, корені, кореневище та інші).

Готують у співвідношенні 1:20.

## Приготування відвару

### Приклад
10 г попередньо подрібненої сировини кладуть в емальовану посудину, заливають 200 мл (1 склянка) окропу, накривають кришкою і нагрівають в киплячій воді (на водяній бані) 30 хвилин, охолоджують при кімнатній температурі 10 хвилин, проціджують через подвійний шар марлі, відтискуючи рослину. Об'єм одержаного відвару доводять кип'яченою водою до 200 мл, промиваючи вичавки.

#### Особливості
Відвари з рослин, що містять дубильні речовини (листя мучниці, кори дуба, крушини, кореневища ревеню тунгутського і інших), проціджують після закінчення підігрівання (не чекають охолодження).[джерело?]

## Подрібнення сировини для відвару
Сировину для відвару подрібнюють в залежності від її виду.
- Кора, кореневища та коріння — до 3 мм;
- Плоди і насіння — до 5 мм.

## Вживання
Вживають відвари охолодженими. Виняток становлять відвари з сечогінними та потогінними властивостями, які пьють теплими або гарячими.

Перед вживанням збовтувати.

## Умови зберігання
Зберігають відвари у холодильнику не більше 3-4 днів.